# XXVI з'їзд КПРС
XXVI з'їзд Комуністичної партії Радянського Союзу проходив у Москві з 23 лютого по 3 березня 1981 року. На з'їзді було присутні 4994 делегати.
Це був останній з'їзд епохи «розвиненого соціалізму», пізніше названої «періодом застою», який відбувся під керуванням владної компартійної групи на чолі з Л. І. Брежнєвим.

## Порядок денний
- 1. Звіт Центрального комітету КПРС і чергові завдання партії в області внутрішньої і зовнішньої політики (Л. І. Брежнєв)
- 2. Звіт Центральної ревізійної комісії КПРС
- 3. Основні напрямки економічного і соціального розвитку СРСР на 1981–1985 рр. і на період до 1990 р.
- 4. Вибори центральних органів партії

## Рішення з'їзду
На з'їзді було вибрано:
- Центральний Комітет КПРС: 319 членів, 151 кандидат в члени ЦК КПРС
- Центральна ревізійна комісія: 75 членів

### Прийняті документи
Основні напрями економічного і соціального розвитку СРСР на 1981–1985 рр. і на період до 1990 р.

## Підсумок
- Затверджені Основні напрями економічного і соціального розвитку СРСР на 1981–1985 рр. і на період до 1990 р.

## Склад керівних органів

### Члени ЦК КПРС
- Абрасимов Петро Андрійович
- Авраменко Степан Степанович
- Аксьонов Микола Федорович
- Аксьонов Олександр Никифорович
- Александров Анатолій Петрович
- Александров-Агентов Андрій Михайлович
- Алексєєв Петро Федорович
- Алієв Гейдар Алі Рза огли
- Алтунін Олександр Терентійович
- Андропов Юрій Володимирович
- Антонов Олексій Костянтинович
- Антонов Сергій Федорович
- Арбатов Георгій Аркадійович
- Арістов Борис Іванович
- Архипов Іван Васильович
- Аскаров Асанбай Аскарули
- Ауельбеков Єркін Нуржанович
- Аухадієв Кенес Мустаханович
- Афанасьєв Віктор Григорович
- Афанасьєв Сергій Олександрович
- Ашимов Байкен Ашимович
- Баграмян Іван Христофорович
- Базовський Володимир Миколайович
- Байбаков Микола Костянтинович
- Бакін Борис Володимирович
- Баландін Анатолій Никифорович
- Баландін Юрій Миколайович
- Банников Микола Васильович
- Батицький Павло Федорович
- Бахірєв В'ячеслав Васильович
- Бектурганов Хасан Шайахметович
- Березін Анатолій Іванович
- Беспалов Іван Петрович
- Бєляк Костянтин Микитович
- Бірюкова Олександра Павлівна
- Боголюбов Клавдій Михайлович
- Богомяков Геннадій Павлович
- Бодюл Іван Іванович
- Бондаренко Іван Панасович
- Борисенков Василь Михайлович
- Бородін Андрій Михайлович
- Бородін Леонід Олександрович
- Бородін Павло Дмитрович
- Ботвин Олександр Платонович
- Братченко Борис Федорович
- Брежнєв Леонід Ілліч
- Брехов Костянтин Іванович
- Бровиков Володимир Гнатович
- Бугаєв Борис Павлович
- Булгаков Олександр Олександрович
- Вайно Карл Генрихович
- Васильєв Микола Федорович
- Ватченко Олексій Федосійович
- Ващенко Григорій Іванович
- Вікторов Олексій Васильович
- Власов Олександр Володимирович
- Володарський Лев Мордкович
- Воронін Лев Олексійович
- Воронцов Юлій Михайлович
- Воропаєв Михайло Гаврилович
- Воротников Віталій Іванович
- Восс Август Едуардович
- Всеволожський Михайло Миколайович
- Гапуров Мухамедназар Гапурович
- Гарбузов Василь Федорович
- Глушко Валентин Петрович
- Говоров Володимир Леонідович
- Голдін Микола Васильович
- Голубєва Валентина Миколаївна
- Гончаренко Борис Трохимович
- Горбань Григорій Якович
- Горбачов Михайло Сергійович
- Горшков Леонід Олександрович
- Горшков Сергій Георгійович
- Гостєв Борис Іванович
- Греков Леонід Іванович
- Грибков Анатолій Іванович
- Гришин Віктор Васильович
- Гришкявічюс Пятрас Пятрович
- Громико Андрій Андрійович
- Гроссу Семен Кузьмич
- Грушин Петро Дмитрович
- Гудков Олександр Федорович
- Гуженко Тимофій Борисович
- Гусєв Володимир Кузьмич
- Густов Іван Степанович
- Дементьєва Раїса Федорівна
- Демиденко Василь Петрович
- Демірчян Карен Серопович
- Демічев Петро Нілович
- Димшиць Веніамін Емануїлович
- Добрик Віктор Федорович
- Добринін Анатолій Федорович
- Долгих Володимир Іванович
- Дрозденко Василь Іванович
- Дригін Анатолій Семенович
- Єгоров Анатолій Григорович
- Єгоров Михайло Васильович
- Єжевський Олександр Олександрович
- Єльцин Борис Миколайович
- Єльченко Юрій Никифорович
- Єлютін В'ячеслав Петрович
- Єпішев Олексій Олексійович
- Єрмін Лев Борисович
- Жигалін Володимир Федорович
- Загладін Вадим Валентинович
- Зайков Лев Миколайович
- Зайцев Михайло Митрофанович
- Замятін Леонід Митрофанович
- Затворницький Володимир Андрійович
- Зімянін Михайло Васильович
- Золотухін Григорій Сергійович
- Івановський Євген Пилипович
- Ігнатов Вадим Миколайович
- Імашев Саттар Нурмашевич
- Іноземцев Микола Миколайович
- Ісаєв Василь Якович
- Кавун Василь Михайлович
- Казаков Леонід Давидович
- Казанець Іван Павлович
- Кандренков Андрій Андрійович
- Капітонов Іван Васильович
- Караваєв Георгій Аркадійович
- Карлов Володимир Олексійович
- Карпова Євдокія Федорівна
- Катушев Костянтин Федорович
- Качаловський Євген Вікторович
- Качин Дмитро Іванович
- Качура Борис Васильович
- Кебін Іван Густавович
- Кириленко Андрій Павлович
- Кириченко Микола Карпович
- Кисельов Іван Іванович
- Кисельов Тихон Якович
- Клепиков Михайло Іванович
- Клименко Іван Юхимович
- Климченко Євген Іванович
- Клюєв Володимир Григорович
- Князєв Пилип Кирилович
- Коваленко Олександр Власович
- Козлов Микола Тимофійович
- Колбін Геннадій Васильович
- Колдунов Олександр Іванович
- Колесников Олександр Якович
- Коновалов Микола Семенович
- Конопльов Борис Всеволодович
- Конотоп Василь Іванович
- Корнієнко Георгій Маркович
- Корольов Анатолій Максимович
- Косолапов Річард Іванович
- Костандов Леонід Аркадійович
- Кротов Віктор Васильович
- Круглова Зінаїда Михайлівна
- Кручина Микола Юхимович
- Кудінов Іван Павлович
- Кузнецов Василь Васильович
- Кузнецов Іван Максимович
- Куликов Віктор Георгійович
- Куликов Федір Михайлович
- Куліченко Леонід Сергійович
- Кунаєв Дінмухамед Ахмедович
- Куркоткін Семен Костянтинович
- Кутахов Павло Степанович
- Лапін Сергій Георгійович
- Леїн Вольдемар Петрович
- Леонов Павло Артемович
- Ликова Лідія Павлівна
- Лігачов Єгор Кузьмич
- Ломакін Віктор Павлович
- Ломако Петро Фадійович
- Ломоносов Володимир Григорович
- Лощенков Федір Іванович
- Лушев Петро Георгійович
- Ляшко Олександр Павлович
- Макеєв Валентин Миколайович
- Макеєв Віктор Петрович
- Мальцев Віктор Федорович
- Манякін Сергій Йосипович
- Марисов Валерій Костянтинович
- Марков Георгій Мокійович
- Мартинов Микола Васильович
- Марчук Гурій Іванович
- Масленников Микола Іванович
- Медунов Сергій Федорович
- Мєсяц Валентин Карпович
- Мєшков Федір Степанович
- Мисниченко Владислав Петрович
- Мікулич Володимир Андрійович
- Мірошхін Олег Семенович
- Модогоєв Андрій Урупхійович
- Мозговий Іван Олексійович
- Моргун Федір Трохимович
- Морозов Іван Павлович
- Москаленко Кирило Семенович
- Муравйов Євген Федорович
- Мураховський Всеволод Серафимович
- Мусаханов Мірзамахмуд Мірзарахманович
- Мусін Рашид Мусінович
- Непорожній Петро Степанович
- Ніколаєва-Терешкова Валентина Володимирівна
- Никонов Віктор Петрович
- Новиков Гнат Трохимович
- Нурієв Зія Нурійович
- Огарков Микола Васильович
- Орлов Володимир Павлович
- Оруджев Сабіт Атайович
- Павлов Володимир Якович
- Павлов Георгій Сергійович
- Павлов Григорій Петрович
- Павловський Іван Григорович
- Пастухов Борис Миколайович
- Патолічев Микола Семенович
- Патон Борис Євгенович
- Пегов Микола Михайлович
- Пельше Арвід Янович
- Петров Василь Іванович
- Петров Владислав Олексійович
- Петровичев Микола Олександрович
- Плешаков Петро Степанович
- Поляков Віктор Миколайович
- Поляков Іван Євтійович
- Пономарьов Борис Миколайович
- Пономарьов Михайло Олександрович
- Попов Борис Веніамінович
- Попов Микола Сергійович
- Попова Марія Георгіївна
- Прієзжев Микола Семенович
- Прокоп'єв Ілля Павлович
- Прокоф'єв Михайло Олексійович
- Промислов Володимир Федорович
- Прохоров Василь Ілліч
- Птіцин Володимир Миколайович
- Расулов Джабар Расулович
- Рахманін Олег Борисович
- Рашидов Шараф Рашидович
- Рекунков Олександр Михайлович
- Рибаков Анатолій Якович
- Рижков Микола Іванович
- Риков Василь Назарович
- Родіонов Микола Миколайович
- Романов Григорій Васильович
- Рубен Віталій Петрович
- Русаков Костянтин Вікторович
- Рябов Яків Петрович
- Савін Сергій Миколайович
- Савінкін Микола Іванович
- Салманов Григорій Іванович
- Сахнюк Іван Іванович
- Семенов Валентин Григорович
- Сєнькін Іван Ілліч
- Сизенко Євген Іванович
- Силаєв Іван Степанович
- Скачков Семен Андрійович
- Славський Юхим Павлович
- Смирнов Лев Миколайович
- Смирнов Леонід Васильович
- Смиртюков Михайло Сергійович
- Соколов Іван Захарович
- Соколов Сергій Леонідович
- Соловйов Юрій Пилипович
- Соломенцев Михайло Сергійович
- Струєв Олександр Іванович
- Стукалін Борис Іванович
- Суслов Михайло Андрійович
- Суслов Микола Якович
- Табеєв Фікрят Ахмеджанович
- Тализін Микола Володимирович
- Тарасов Микола Никифорович
- Таратута Василь Миколайович
- Титаренко Олексій Антонович
- Тихомиров Володимир Порфирович
- Тихонов Микола Олександрович
- Токарєв Олександр Максимович
- Толкунов Лев Миколайович
- Толубєєв Микита Павлович
- Толубко Володимир Федорович
- Трапезников Сергій Павлович
- Третяк Іван Мойсейович
- Трунов Михайло Петрович
- Тяжельников Євген Михайлович
- Умаханов Магомед-Салам Іллясович
- Усманходжаєв Інамжон Бузрукович
- Устинов Дмитро Федорович
- Усубалієв Турдакун Усубалійович
- Уткін Володимир Федорович
- Федірко Павло Стефанович
- Федоров Віктор Степанович
- Федосєєв Петро Миколайович
- Філатов Олександр Павлович
- Фіногенов Павло Васильович
- Флорентьєв Леонід Якович
- Фомін Геннадій Іванович
- Хитров Степан Дмитрович
- Хомяков Олександр Олександрович
- Христораднов Юрій Миколайович
- Худайбердиєв Нармахонмаді Джурайович
- Цвігун Семен Кузьмич
- Цибулько Володимир Михайлович
- Циньов Георгій Карпович
- Цуканов Георгій Емануїлович
- Чебриков Віктор Михайлович
- Червоненко Степан Васильович
- Черненко Костянтин Устинович
- Чиряєв Гаврило Йосипович
- Чичеров Володимир Степанович
- Чорний Олексій Клементійович
- Чуйков Василь Іванович
- Шакіров Мідхат Закірович
- Шеварднадзе Едуард Амвросійович
- Шибаєв Олексій Іванович
- Шитиков Олексій Павлович
- Школьников Олексій Михайлович
- Шокін Олександр Іванович
- Шолохов Михайло Олександрович
- Щербина Борис Євдокимович
- Щербицький Володимир Васильович
- Щолоков Микола Онисимович
- Юнак Іван Харитонович
- Яснов Михайло Олексійович

### Кандидати у члени ЦК КПРС
- Алхімов Володимир Сергійович
- Андрєєв Геннадій Миколайович
- Анісимов Павло Петрович
- Антонов Микола Панасович
- Ахромеєв Сергій Федорович
- Бальмонт Борис Володимирович
- Баркаускас Антанас Стасевич
- Башилов Сергій Васильович
- Баштанюк Геннадій Сергійович
- Блатов Анатолій Іванович
- Бобовиков Ратмір Степанович
- Бойцов Василь Васильович
- Брежнєв Юрій Леонідович
- Буренков Сергій Петрович
- Владиченко Іван Максимович
- Воробйов Георгій Іванович
- Георгадзе Михайло Порфирович
- Герасимов Іван Олександрович
- Гіренко Андрій Миколайович
- Голиков Віктор Андрійович
- Голубєва Марія Архипівна
- Гончар Олександр Терентійович
- Гордієнко Олексій Федорович
- Горчаков Петро Андрійович
- Грибачов Микола Матвійович
- Грінцов Іван Григорович
- Грушовий Костянтин Степанович
- Демиденко В'ячеслав Сергійович
- Демченко Володимир Акимович
- Дибенко Микола Кирилович
- Дмитрієв Валентин Іванович
- Дмитрієв Іван Миколайович
- Дмитрієв Ігор Федорович
- Дружинін Михайло Іванович
- Дуйшеєв Арстанбек Дуйшейович
- Єрмаш Пилип Тимофійович
- Єршова Нелі Михайлівна
- Жуков Юрій Олександрович
- Зародов Костянтин Іванович
- Засуха Марія Яківна
- Іванова Тетяна Георгіївна
- Іксанов Мустахім Белялович
- Ільїчов Леонід Федорович
- Кабалоєв Білар Емазайович
- Кабков Яків Іванович
- Казаков Василь Іванович
- Калашников Олексій Максимович
- Калін Іван Петрович
- Камалов Каллібек
- Каменцев Володимир Михайлович
- Капто Олександр Семенович
- Клаусон Вальтер Іванович
- Кльоцков Леонід Герасимович
- Козлов Сергій Васильович
- Козловський Євген Олександрович
- Коломієць Юрій Панасович
- Колчина Ольга Павлівна
- Комаров Микола Дмитрович
- Коркін Олександр Гаврилович
- Костін Віталій Семенович
- Кочемасов В'ячеслав Іванович
- Краснова Зоя Гнатівна
- Криулін Гліб Олександрович
- Куанишев Оразбек Султанович
- Куліджанов Лев Олександрович
- Кунаєв Аскар Мінліахмедович
- Лебедєв Костянтин Васильович
- Лебедєва Віра Сергіївна
- Листов Володимир Володимирович
- Логунов Анатолій Олексійович
- Луньков Микола Митрофанович
- Майорець Анатолій Іванович
- Макаренко Віктор Сергійович
- Максимов Юрій Павлович
- Мальбахов Тімбора Кубатійович
- Мальков Микола Іванович
- Мальцев Микола Олексійович
- Матафонов Михайло Іванович
- Мереніщев Микола Володимирович
- Морозов Микола Юхимович
- Мочалін Федір Іванович
- Ненашев Михайло Федорович
- Нікулін Володимир Іларіонович
- Образцов Іван Пилипович
- Овчинников Юрій Анатолійович
- Панов Костянтин Миколайович
- Паршина Валентина Романівна
- Паскар Петро Андрійович
- Патарідзе Зураб Олександрович
- Первишин Ерлен Кірікович
- Переверзєва Ніна Василівна
- Пестов Василь Серафимович
- Петрищев Олексій Георгійович
- Погребняк Яків Петрович
- Покришкін Олександр Іванович
- Полукаров Юрій Іванович
- Попков Михайло Данилович
- Поплавський Олександр Митрофанович
- Посібеєв Григорий Андрійович
- Протозанов Олександр Костянтинович
- Пугачов Юрій Миколайович
- П'ятков Віктор Євгенович
- Радюкевич Леонід Володимирович
- Разумов Євген Зотович
- Рахімов Бекташ Рахімович
- Рачков Альберт Іванович
- Рибаков Олексій Миронович
- Романов Олексій Володимирович
- Рубен Юрій Янович
- Рустамова Холбуві
- Саркісов Бабкен Єсайович
- Сеїдов Гасан Неймат огли
- Семенов Володимир Семенович
- Сидоров Володимир Васильович
- Симонов Кирило Степанович
- Скляров Юрій Олександрович
- Смирнов Георгій Лукич
- Смирнов Олександр Іванович
- Смирнов Олексій Олексійович
- Соколов Єфрем Овсійович
- Сологуб Віталій Олексійович
- Сорокін Михайло Іванович
- Соснов Іван Дмитрович
- Теребилов Володимир Іванович
- Терещенко Микола Дмитрович
- Третяков Петро Іванович
- Федоров Євген Костянтинович
- Фомиченко Костянтин Юхимович
- Фролов Василь Семенович
- Хмара Ірина Григорівна
- Холов Махмадула
- Хрєнников Тихон Миколайович
- Чазов Євген Іванович
- Чаковський Олександр Борисович
- Чаплін Борис Миколайович
- Чердинцев Василь Макарович
- Чернавін Володимир Миколайович
- Черняєв Анатолій Сергійович
- Чурбанов Юрій Михайлович
- Шабанов Віталій Михайлович
- Шалаєв Степан Олексійович
- Шамшин Василь Олександрович
- Шапіро Лев Борисович
- Шауро Василь Филимонович
- Ширшин Григорій Чоодуйович
- Шитов Олександр Іванович
- Шкабардня Михайло Сергійович
- Язкулієв Балли
- Язов Дмитро Тимофійович
- Ястребов Іван Павлович
- Яшин Олексій Іванович

### Члени ЦРК КПРС
- Алексанкін Олександр Васильович
- Асланова Заміна Сардар кизи
- Бацанов Борис Терентійович
- Бовін Олександр Євгенович
- Бризга Лідія Дмитрівна
- Буракова Ніна Федорівна
- Галкін Дмитро Прохорович
- Гілашвілі Павло Георгійович
- Глушков Микола Тимофійович
- Голубєв Василь Миколайович
- Голубцова Тамара Василівна
- Гребенюк Василь Андрійович
- Громова Марія Сергіївна
- Губін Іван Архипович
- Демидова Катерина Яківна
- Доненбаєва Камшат Байгазинівна
- Драгунський Давид Абрамович
- Думачов Анатолій Пантелійович
- Єфремов Леонід Миколайович
- Ізраель Юрій Антонійович
- Карриєв Чари Союнович
- Касимова Валентина Олександрівна
- Кемашвілі Віра Батурівна
- Ковальов Микола Іванович
- Комарова Домна Павлівна
- Коннов Веніамін Федорович
- Константинов Анатолій Устинович
- Коптюг Валентин Панасович
- Костюков Іван Іванович
- Кошоєв Темірбек Кудайбергенович
- Лосєв Сергій Андрійович
- Лоцманова Галина Павлівна
- Лук'янов Анатолій Іванович
- Малихін Василь Михайлович
- Мамарасулов Саліджан
- Маннапов Назрілла
- Масол Віталій Андрійович
- Медведєв Вадим Андрійович
- Мельниченко Панас Кіндратович
- Міновалова Ніна Федорівна
- Міцкевич Володимир Федорович
- Моторний Дмитро Костянтинович
- Набієв Рахмон Набієвич
- Назарбаєв Нурсултан Абішевич
- Наяшков Іван Семенович
- Осетров Тимофій Миколайович
- Павлов Сергій Павлович
- Попов Віктор Іванович
- Постников Станіслав Іванович
- Пудков Іван Іванович
- Рижов Микита Семенович
- Риндіна Антоніна Миколаївна
- Румянцев Олексій Федорович
- Саркісян Фадій Тачатович
- Сизов Геннадій Федорович
- Сонгайла Рінгаудас-Бронісловас Ігнович
- Страутманіс Петро Якубович
- Трояновський Олег Олександрович
- Удала Раїса Силантіївна
- Ульянов Михайло Олександрович
- Уманець Микола Васильович
- Устіян Іван Григорович
- Фалін Валентин Михайлович
- Федулова Алевтина Василівна
- Халдєєв Михайло Іванович
- Халілов Курбан Алі огли
- Харламов Олександр Павлович
- Хитрун Леонід Іванович
- Черкашина Валентина Миколаївна
- Чудін Віталій Іванович
- Шараєв Леонід Гаврилович
- Шишлов Федір Васильович
- Шкуратов Іван Федорович
- Щербаков Ілля Сергійович
- Яковлєв Борис Павлович